# Paolo Grassini
Paolo Grassini (* 13. April 1954 in Orvieto) ist ein italienischer Filmregisseur und Drehbuchautor.

## Leben
Grassini begann mit unabhängig produzierten Filmen Ende der 1970er Jahre; sein Erstling aus dem Jahr 1979, Doppio movimiento, gelangte in die Kinos. Nach Aufenthalten in Rom und Amsterdam, wo er den nach Edgar Allan Poe entstandenen kurzen L'uomo della folla drehte, arbeitete er mit seiner eigenen Produktionsgesellschaft „Videoset“ vornehmlich für die RAI. Mit Italo Spinelli als Koregisseur entstand 1989 der Spielfilm Roma-Paris-Barcellona, der wie alle seine Filme nach eigenem Drehbuch entstand und für den italienischen „Globo d'oro“ nominiert war. In den Folgejahren widmete sich Grassini ausschließlich dem Dokumentarfilm zu kontroversen Themen wie der ETA, über Afghanistan und Pakistan.

## Filmografie (Auswahl)
- 1979: Doppio movimiento
- 1989: Roma-Paris-Barcellona (Ko-Regie)